# Aamulehti
Aamulehti ("Morgonbladet") är en finländsk finskspråkig dagstidning, grundad i Tammerfors 1881. Tidningen är sedan 1992 partipolitiskt obunden, men var tidigare kopplad till Samlingspartiet, Finlands ledande borgerliga parti.
Tidningen var 2013 den näst största dagstidningen i Finland (efter Helsingin Sanomat), och har en genomsnittlig upplaga på 121 135 exemplar per dag och 124 949 exemplar på söndagar.